# 戴尔·沃尔特斯
戴尔·沃尔特斯（英語：Dale Walters，1963年9月27日—），加拿大男子拳击运动员。他曾代表加拿大参加1984年夏季奥林匹克运动会拳击比赛，获得男子54公斤级铜牌。